# Annika Kukkonen
Annika Elina Kukkonen (Helsinki, 12 aprile 1990) è un'ex calciatrice e allenatrice di calcio finlandese, di ruolo centrocampista.

## Carriera

### Calciatrice

#### Club
Annika Kukkonen inizia la carriera nell'HJK, sezione femminile dell'omonima società finlandese con sede a Helsinki, che disputa la Naisten Liiga, il più alto livello del campionato finlandese femminile di calcio. Con l'HJK ha l'occasione di debuttare in campo internazionale durante le fasi di qualificazione alla UEFA Women's Cup 2006-2007, nella partita giocata l'8 agosto 2006 e vinta 2 a 0 contro lo Zuchwil. Con la società conquista 3 Naisten Suomen Cup, la coppa di calcio femminile finlandese, nel 2007, 2008 e 2010, e la Liigacup femminile nel 2009.
Nel 2011 decide di trasferirsi in Svezia, a Malmö, per indossare la maglia del LdB FC Malmö e giocare nella Damallsvenskan, il massimo livello del campionato svedese femminile di calcio. Con questa conquista il campionato svedese ma rimarrà solamente una stagione congedandosi con 14 presenze ed un gol realizzato.
Nel 2012 si sposta nella periferia di Stoccolma firmando un accordo con la società polisportiva Djurgårdens Idrottsförening per giocare nella squadra della sezione di calcio femminile, il Djurgården/Älvsjö. Anche qui rimane una sola stagione congedandosi con 22 presenze.
Nel 2013 passa al Sunnanå, società con sede a Skellefteå, con la quel conclude la stagione con 20 presenze e un gol realizzato.
Al termine della stagione sottoscrive un contratto con il KIF Örebro DFF con il quale riesce a conquistare il secondo posto in Damallsvenskan ed accedere alle fasi di qualificazione della UEFA Women's Champions League 2015-2016. Con la nuova squadra rimane solo una stagione ritornando al Sunnanå nel 2015 giocando il Elitettan la stagione entrante.
Nel febbraio 2016 torna al Djurgården con cui firma un contratto biennale.

#### Nazionale
Annika Kukkonen viene convocata nella Nazionale finlandese Under-19 debuttando il 26 settembre 2006 nella partita vinta 4 a 1 contro le pari età della Bielorussia in occasione del primo turno di qualificazione agli Europei di categoria 2007. Con la nazionale U-19 totalizzerà 15 presenze realizzando 3 reti.
Viene quindi selezionata per la Nazionale maggiore nel 2010, entrando in rosa per essere a disposizione durante le qualificazioni al Campionato mondiale femminile di calcio 2011, dove la Finlandia è inserita nel Gruppo 1 con Bielorussia, Estonia, Slovacchia e Ucraina. Da allora viene convocata regolarmente.
Oltre ad aver disputato, raggiungendo le fasi finali, il 2013, venne impiegata nelle fasi di qualificazione al Campionato mondiale femminile di calcio nel 2015, senza riuscire a raggiungere la qualificazione.

## Palmarès
- Campionato svedese: 1

LdB FC Malmö: 2011
- Coppa di Finlandia: 3

HJK: 2007, 2008, 2010
- Liigacup femminile: 1

HJK: 2009